# Daltonia euryloma
Daltonia euryloma är en bladmossart som beskrevs av Potier de la Varde 1949. Daltonia euryloma ingår i släktet Daltonia och familjen Daltoniaceae. Inga underarter finns listade i Catalogue of Life.